# Abra Pampa
Abra Pampa è un comune  dell'Argentina, appartenente alla provincia di Jujuy, capoluogo del dipartimento di Cochinoca.
In base al censimento del 2001, nel territorio comunale dimorano 9.425 abitanti, con un aumento del 23,5% rispetto al censimento precedente (1991). Di questi abitanti, il 51,74% sono donne e il 48,26% uomini; 7.496 occupano l'area urbana, il resto è sparso nel territorio comunale.
La città fu fondata il 31 agosto  1883 come nuovo capoluogo del dipartimento al posto dell'antico pueblo di Cochinoca. Dista 244 km dalla capitale provinciale San Salvador de Jujuy.